# Acarapis woodi
Пчелиный клещ, или акарапис вуди (лат. Acarapis woodi) — вид паразитических тромбидиформных клещей из семейства Tarsonemidae подотряда Prostigmata. Опасный паразит трахей медоносных пчёл Apis mellifera, вызывает ослабление и гибель их семей, карантинный объект.

## Распространение
Повсеместно, где разводят медоносных пчёл: Европа, Азия, Северная Америка, Южная Америка, Африка. Отсутствуют в Австралии и Новой Зеландии. В России их впервые выявили в 1926 году в Воронежской области, позднее клещей нашли в других регионах тогдашнего СССР: Черниговская область (1937, Украина), Эстония (1959), Грузия (1971). В США были впервые обнаружены в 1984 году.

## История открытия
Первые сведения о загадочной массовой гибели пчёл на острове Уайт появились в 1904 году, когда британский профессор Огастус Иммс (Augustus Daniel Imms, 1880—1949) опубликовал статью «Болезни острова Уайт». Всего за пару лет эта странная болезнь уничтожила большую часть пчёл острова. Затем сходные проявления отмечали в Ирландии и Шотландии. Предполагали отравления, воздействие удобрений, кишечных паразитов. И только в 1920 году Джон Ренни (профессор из Абердинского университета Шотландии) нашёл в трахеях пчёл микроскопических клещей, а в 1921 году описал, назвав Acarapis woodi в честь английского энтомолога Вуда. Родовое имя Acarapis было предложено позднее и составлено из двух слов: «акар» (клещ) и «апис» (пчела). Название болезни (акарапидоз) появилось только в 1940 году, когда её уже зафиксировали во всей Европе.

## Описание
Микроскопического размера клещи (длина менее 0,2 мм, длина 125—175 мкм), которые паразитируют в дыхательной системе медоносных пчёл Apis mellifera (в трахеях, отсюда название трахейный пчелиный клещ), вызывая у них болезнь акарапидоз. Длина самок 140—175 мкм (ширина 75—84), длина самцов 125—136 мкм (ширина 60—77).
Стилеты хелицер длинные, прямые. У личинок ноги II и III-й пар редуцированы, у них отсутствуют коготки и вертикальные сеты; у имаго на лапках тарзус I без сеты pl"; у самок ноги IV-й пары с вертлугом почти такой же длины как два апикальных сегмента вместе; ноги IV-й пары с 5 щетинками; у самцов есть щетинка на вертлугах IV-й пары ног; тарзус I с одним коготком.
Самки клещей заражают молодых пчёл в возрасте до двух недель и откладывают на стенки трахей по 5-7 яйца, где через 11-12 дней появляются личинки, а они развиваются ещё 11-15 дней до стадии взрослых клещей. Клещи прокалывают стенки трахей и питаются гемолимфой пчёл. Более 100 клещей может быть на одной пчеле, что вызывает ослабление и болезнь акарапидоз.

## Значение
В результате заражения снижается продолжительность жизни пчёл, хотя некоторые инфестированные матки могут жить несколько лет. Также снижается численность пчелиного населения на пять процентов, наблюдается уменьшение ими производства мёда и сбора пыльцы. Пчёлы постепенно заражаются друг от друга (или от подселённых чужих маток), до заболевания 50 % пчёл гнезда проходит 3-5 лет. В результате поражения трахеи темнеют, имеют в начале жёлтый, затем коричневый и, наконец, чёрный цвет. Семьи пчёл, в которых развиваются тяжёлые инвазии, обычно погибают в конце зимовки.

### Профилактика
Профилактика болезни заключается в исследовании на наличие клещей поступающего на пасеку нового материала: пчелосемей, маток. Рекомендуется не размещать ульи в сырых местах. При обнаружении признаков болезни на все пасеки в радиусе 5 км накладывается карантин на год.

### Меры борьбы
Долгое время кардинальным методом борьбы с клещами считалось полное уничтожение заражённых пчелосемей (и даже целых пасек). Позднее для лечения пчёл было предложено несколько химических препаратов, акарицидов. Среди них метилсалицилат, жидкость Фроу (смесь нитробензола, бензина и сафлорового масла), нитробензол, БЭФ (бензин-этилформиат), фольбекс (этиловый эфир 4,4-дихлорбензиловой кислоты; или хлорбензилат), эфирсульфонат, тедион (2,4,5,4-тетрахлордифенилсульфон) и другие.

## Систематика
Вид Acarapis woodi был впервые обнаружен на острове Уайт и описан в 1921 году шотландским паразитологом Джоном Ренни (John Rennie; Parasitology Laboratory, Абердинский университет, Шотландия) в составе рода Tarsonemus под первоначальным названием Tarsonemus woodi (тогда ещё в семействе Scutacaridae). Затем он был выделен в отдельный род Acarapis в составе семейства Tarsonemidae.